# 林佳瑋
林佳瑋（1986年2月18日—），桃園市人，中華民國工運人士，時代力量黨員。現為桃園市空服員職業工會顧問、消防員工作權益促進會顧問，曾任時代力量黨代表、時代力量立法委員邱顯智國會辦公室主任、桃園市產業總工會秘書長、桃園市空服員職業工會秘書長等職。林佳瑋從事工會運動多年，協助2016年中華航空空服員罷工事件，有媒體稱其為「華航罷工的重要推手」。2019年6月5日接受時代力量的提名，參與2020年的中壢區立法委員選舉。2022年時代力量提名其參與桃園市議員中壢區的選舉。

## 早期生活

#### 家庭背景
林佳瑋為國立臺灣大學建築與城鄉研究所碩士，曾參與撰寫《叛民城市：台北暗黑旅誌》一書。
2021年修畢國立清華大學學士後法律學程，取得學士後法律學程學士。

## 經歷

#### 工運經歷
就讀政大的時候，林佳瑋參與政大清潔工與學校間的勞資爭議，並因此認識桃園市產業總工會的工運人士，畢業後便進入桃市產總工作，從此參與工會運動達十年以上。歷任桃園市產業總工會秘書、秘書長、華膳空廚企業工會秘書、桃園市空服員職業工會秘書長、2016年五一勞動節大遊行主持人。現任桃園市空服員職業工會顧問、桃園市產業總工會顧問、宜蘭縣產業總工會顧問、中華航空(股)公司企業工會顧問、消防員工作權益促進會顧問。
2014年11月28日國道一號發生國道收費員聚眾抗爭事件，林佳瑋會同國道收費員自救會走上中山高15.5K處，並爬上ETC感應門架，與其他陳秀蓮、吳靜如、林佳瑋、陳素香、孫藝鳳、姚光祖、盧其宏等5人分 別用鐵鍊把自己綁在門架上絕食抗議，並高舉「只顧選舉，不顧勞工」抗議執政的國民黨政府。雖遭警方函送，但檢方因並沒有阻塞交通，僅是靜坐抗議，並不構成公共危險罪；遠通指控6人毀損etc門架的維修網，則因警方蒐證帶並未拍到破壞者，以罪證不足不起訴。
2016年10月14日，林佳瑋與桃園市空服員職業工會到中華航空台北分公司丟雞蛋抗議，華航為此控告她與工會法律顧問吳俊達涉妨害名譽、煽惑他人犯罪及違反集會遊行法。但台北地檢署調查，空服員職業工會成員丟雞蛋的行為，是經工會所決議，並非受林、吳2人所煽惑，且此事可受公評，後將2人不起訴。
2017年至2018年間，反對當時在立法院審議的勞動基準法修正爭議，認為對「一例一休」過度鬆綁之方向，將造成勞權大幅倒退，一般也稱之為「勞基法修惡」。林佳瑋為反對法令修惡，2017年12月在勞動部前絕食抗議超過200小時，要求部長林美珠下台。2018年1月8日，林佳瑋和桃園市產業總工會的十數人因反對，跳下鐵軌抗議。一年多後北檢做出不起訴處分。

## 思想主張
曾在專訪中主張勞工應該「從屈從資方的身體，變成勇於為自己勞動權益奮鬥的身體！」

## 著作
《叛民城市：臺北暗黑旅誌》(共同作者，公共冊所出版，2015)、《從抗爭意識到集體行動:全國關廠工人連線的抗爭經驗(2012.6-2014.3)》(臺灣大學建築與城鄉研究所學位論文，2015)、〈2015-2018從砍七天國定假日到工時制度彈性化〉(台灣人權學刊 4卷3期，2018)

## 政見主張
政見主軸主張「主權」國家主權、「平權」性別平權、以及「勞權」勞工權益，獲時代力量時任黨主席邱顯智背書認同。
支持居住正義改革聯盟提出的「實價登錄2.0（修正平均地權條例）」和「 囤房稅（修正房屋稅條例）」訴求。
2022年PrideWatch推出的性平問卷，林佳瑋表示支持跨國同婚，當選後將推動從桃園市地方戶政出發，讓不同國籍相愛的人在台灣都能擁有一樣的權利。並推動性別友善，推動師資培訓，進到不只學校的地方，包含鄰里、職場等社會場域。學校、圖書館也應購置同志家庭繪本、圖書，讓同志家庭收出養議題能被友善理解、對待。推動桃園與國際其他對同志、性別議題友善的國家進行交流。

## 政治活動

### 投入 2020 年第十屆桃園市第三選區立法委員選舉
2019年6月5日，林佳瑋獲時代力量提名參選第十屆桃園市第三選區（中壢區）立法委員選舉。
2019年8月31日，林佳瑋參與由搶救大潭藻礁聯盟舉辦的「藻礁生態夜觀」活動，反對中油三接破壞藻礁生態。

### 擔任立法委員邱顯智國會主任
2021年7月7日，時代力量黨團針對消防員殉職召開記者會，林佳瑋呼籲政府開放警消組織工會。

### 投入2022年中壢區議員選舉
2022年，林佳瑋獲時代力量提名參選第三屆桃園市第七選區市議員選舉。該次選舉林佳瑋共計獲得5,690票，未當選。

### 當選時代力量第三屆黨代表
2023年，林佳瑋以第三高票當選時代力量第三屆黨代表。

## 選舉

### 2020年第十屆立法委員選舉
| 2020年第十屆桃園市第三選區立法委員選舉結果 | 2020年第十屆桃園市第三選區立法委員選舉結果 | 2020年第十屆桃園市第三選區立法委員選舉結果 | 2020年第十屆桃園市第三選區立法委員選舉結果 | 2020年第十屆桃園市第三選區立法委員選舉結果 | 2020年第十屆桃園市第三選區立法委員選舉結果 |
| 號次                                       | 候選人                                     | 政黨                                       | 得票數                                     | 得票率                                     | 當選標記                                   |
| ------------------------------------------ | ------------------------------------------ | ------------------------------------------ | ------------------------------------------ | ------------------------------------------ | ------------------------------------------ |
| 5                                          | 林佳瑋                                     | 時代力量                                   | 17,512                                     | 8.27%                                      |                                            |

### 2022年中華民國直轄市議員及縣市議員選舉
2022年，林佳瑋投入第三屆桃園市第七選區市議員選舉，共計獲得5,690票，未當選。
| 2022年第三屆桃園市第七選區市議員選舉結果 | 2022年第三屆桃園市第七選區市議員選舉結果 | 2022年第三屆桃園市第七選區市議員選舉結果 | 2022年第三屆桃園市第七選區市議員選舉結果 | 2022年第三屆桃園市第七選區市議員選舉結果 | 2022年第三屆桃園市第七選區市議員選舉結果 |
| 號次                                     | 候選人                                   | 政黨                                     | 得票數                                   | 得票率                                   | 當選標記                                 |
| ---------------------------------------- | ---------------------------------------- | ---------------------------------------- | ---------------------------------------- | ---------------------------------------- | ---------------------------------------- |
| 8                                        | 林佳瑋                                   | 時代力量                                 | 5,690                                    | 2.90%                                    |                                          |

## 外部連結
- 林佳瑋的Facebook專頁
- 林佳瑋的Instagram帳戶
- 林佳瑋的Dcard卡稱頁面 （页面存档备份，存于）
- YouTube上的林佳瑋頻道